# 214-й окремий штурмовий батальйон OPFOR
214-й окремий штурмовий батальйон OPFOR (214 ОШБ, в/ч А4574) — військове формування Збройних сил України при Міжнародному центрі миротворчості та безпеки у Яворові, яке на навчаннях виконує роль умовного супротивника або OPFOR (від англ. opposing force). Єдиний в Україні підрозділ із такою спеціалізацією.

## Історія
Створений у 2016 році за ініціативою військових інструкторів із США як навчальний батальйон. Єдиний в Україні підрозділ із такою спеціалізацією.
Після повномасштабного вторгнення навесні 2022 року батальйон був переформатований в окремий спеціальний батальйон та брав участь в обороні та звільненні Київщини.
У серпні 2022 року батальйон вів бої в Донецькій області. 23 серпня російські пропагандистські ЗМІ написали, що батальйон заблокований у селі Кодема і знищений, згодом це спростував Головнокомандувач ЗСУ Валерій Залужний.
У березні 2023 року в складі зведеної тактичної групи «Адам» воювала деяка кількість військовослужбовців 214-го батальйону. Група виконувала завдання на Бахмутському напрямку.
У липні 2024 року в один з танків 214-го батальйону влучив ворожий FPV-дрон. Командир танка врятував екіпаж і машину, загасивши вогнегасником пожежу.
Влітку — восени 2024-го батальйон OPFOR утримував один із найскладніших напрямків — південніше міста Курахове.
Наприкінці 2024 року був переформований у штурмовий

## Структура
- 2-га механізована рота[2]
- Танкова рота[7]
- РУБпАК[2]

## Командування
- (2023) підполковник Антон Лавринюк «Ментол»[8]

## Символіка
На емблемі батальйону старого зразка в чорному п'ятикутному щиті зображено золоту голову вепра зі срібними іклами та червоними очима та язиком, здолу перехрещено дві золоті стріли вістрями вгору.

## Втрати

### 2022
- 12 травня 2022 — Аль Шамі Фарес Недаль, старший лейтенант, командир механізованої роти. Герой України (2023, посмертно).[10]
- 6 серпня 2022 — Максим Гнатюк «Марс», молодший сержант. Загинув біля села Кодема на Донеччині.[11]
- 21 серпня 2022 - Глуговський Ігор Олександрович, Старший солдат. Загинув в с. Дача, Бахмутського району, Донецької області[12]
- 9 жовтня 2022 — Ленько Юрій Ігорович, старший солдат.[13]
- 21 жовтня 2022 — Смерека Сергій Валентинович. м. Шепетівка. Загинув у боях на Донецькому напрямку.[14]
- 20 грудня 2022 - Сівак Михайло. Солдат, кулеметник. Загинув в Бахмутському районі Донецької області[15].

### 2023
1. 7 березня 2023 - Кузьменко Сергій 02.05.1983, Дубово-василівка бахмуцький район
2. 11 травня 2023 - Карпенко Анатолій Петрович, сержант. Помер під час проходження військової служби[16].
3. 21 травня 2022 Музика , Бахмут
4. 03 серпня 2023- Черевко Юрій ( Кардан), околиці Бахмуту
5. 30 серпня 2023 - Деркачук Олександр, солдат Іванівське
6. 2 жовтня 2023 — Фокін Сергій, солдат.[17]
7. 9 жовтня 2023 - Висоцький Руслан, сержант, Іванівське

### 2024
- 23 травня 2024 — Дроздов Руслан. 24.09.1986, с. Благодатне Одеської області.[18]
- 2 червня 2024 — Скок Євгеній («Зохан»), молодший сержант. 14.07.1999 р.н.[19]
- 2 червня 2024 — Малінський Юрій. 51 рік, м. Городок. Загинув Костянтинівки Покровського району на Донеччині [20].
- 2 червня 2024 — Казаєв Вадим. 1984, с. Мишин Нижньовербізької громади [21].
- 18 вересня 2024 — Гопанчук Олександр Валерійович, солдат. 18 квітня 1977, с. Сахнівці.[22]
- 18 вересня 2024  - Крайчак Руслан Миколайович, солдат. Загинув біля н.п. Костянтинівка Покровського р-ну Донецької обл[23].
- 23 жовтня 2024 — Литвин Руслан командир кулеметного взводу. м. Добротвір. Загинув поблизу населеного пункту Катеринівка Покровського району Донецької області.[24]
- 3 листопада 2024 — Ільчишин Ростислав. 47 років, м. Трускавець. Загинув поблизу села Катеринівка Донецької області [25].

## Вшанування

### Нагороджені
Найвищими державними нагородами відзначені:
- Аль Шамі Фарес Недаль — старший лейтенант, командир механізованої роти. Герой України (2023, посмертно).[10]